# Муретов, Сергей Дмитриевич
Серге́й Дми́триевич Муре́тов (1863—после 1916) — русский православный богослов, протоиерей, публицист, церковный историк.

## Биография
Родился 1863 году в Рязанской губернии в семье священника. Учился в начале в Вифанской духовной семинарии, которую окончил в 1885 году. ; после чего учился в Московской духовной академии, которую закончил в 1889 году.
25 января 1890 года был назначен на должность преподавателя Вифанской духовной семинарии по обличительному богословию и обличению русского раскола.
11 января 1898 года назначен священником в Московскую церковь Николы на Щепах.
7 октября 1899 года переведен и поставлен настоятелем в храм Воскресения Христова на Семёновское кладбище.
12 января 1912 года в Спасо-Гуслицком монастыре чествовали бывшего председателя Гуслицкого отделения церковно-приходских школ С. Д. Муретова.
Родной старший брат Сергея Дмитриевича — русский православный богослов, публицист, профессор Московской духовной академии Митрофан Дмитриевич Муретов
С. Д. Муретов с 1899 по 1917 год жил по адресу: Большая Семёновская улица дом 60. Всё это время он настоятель храма Воскресения Христова. Муретов член Братства митрополита Петра. Сын Сергея Дмитриевича — протоиерей Сергей Сергеевич Муретов жил в одном доме с отцом и служил в том же храме.

## Труды
Основные богословские сочинения Сергея Александровича посвящены литургике, в частности истории проскомидии. Сергей Дмитриевич составил описание рукописей, хранящихся в библиотеке Вифанской семинарии.
- Чин проскомидии в греческой Церкви с XII до половины XIV века (до патриарха Филофея) // ЧОЛДП. 1894. Февраль. С. 192—216.]
- Сказание св. Григория Декаполита о чудесном видении одного сарацина, его обращении в христианство, подвижнической жизни и мученической кончине // ЧОЛДП. 1894. Март, Апрель, Май-Июнь. С. 1-28.
- Чин проскомидии в Русской Церкви с XII по XIV вв. (до митрополита Киприана †1406) // ЧОЛДП. 1894. Сентябрь. С. 485—528
- Исторический обзор чинопоследования проскомидии до «Устава литургии» Константинопольского Патриарха Филофея: Опыт историко-литургического исследования. М., 1895.
- К материалам для истории чинопоследования литургии. Сергиев Посад, 1895.
- Последование проскомидии, великого входа и причащения в славяно-русских Служебниках XII—XIV вв. М., 1897.
- О поминовении Бесплотных сил на проскомидии. М., 1897.